# Дрвеник Малі

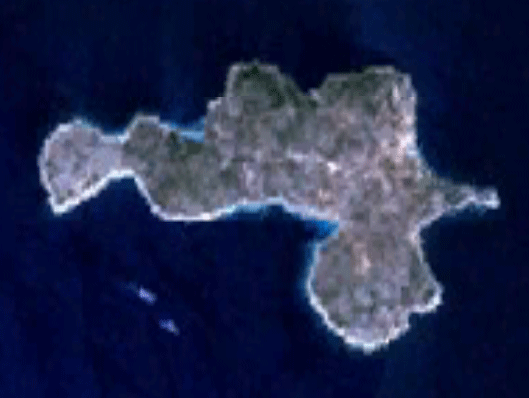
Вид з космосу

Дрвеник-Малі, Дрвеник Малий (хорв. Drvenik Mali, італ. Zirona Piccola) — острів в Хорватії, в жупанії Спліт-Далмація. Розташований в центральній Далмації, приблизно за 2 км від материкового узбережжя. Адміністративно належить до міста Трогір, яке розташоване на материку.

## Географія
Дрвеник-Малі знаходиться на захід від острова Дрвеник Великі, ширина протоки Дрвенічка врата між ними близько 2 км.
Площа острова — 3,43 км ², берегова лінія — 11,8 км. Найвища точка острова, пагорб Главиця, має висоту 79 метрів над рівнем моря.

## Населення
Постійне населення налічує 55 особи за переписом 2001 року. Населення проживає у кількох хуторах, як на узбережжі, так і в глибині острова. На східному березі острова є пристань, яка пов'язана зі Сплітом і Дрвеником-Великі поромним сполученням. Населення зайняте в сільському господарстві, рибальстві і туріндустрії.